# Lophozia barbata
Lophozia barbata là một loài Rêu trong họ Jungermanniaceae. Loài này được (Schreb.) Dumort. mô tả khoa học đầu tiên năm 1835.